# Steen Secher
Steen Klaaborg Secher (Torsted, 9 de abril de 1959) es un deportista danés que compitió en vela en la clase Soling. 
Participó en dos Juegos Olímpicos de Verano, obteniendo dos medallas en la clase Soling, bronce en Seúl 1988 (junto con Jesper Bank y Jan Mathiasen) y oro en Barcelona 1992 (con Jesper Bank y Jesper Seier).
Ganó una medalla de plata en el Campeonato Mundial de Soling de 1992 y dos medallas en el Campeonato Europeo de Soling, oro en 1989 y bronce en 1988.

## Palmarés internacional
| \| Juegos Olímpicos \| Juegos Olímpicos \| Juegos Olímpicos \| Juegos Olímpicos \| \| Año \| Lugar \| Medalla \| Clase \| \| ------------------ \| -------------------- \| ----------------- \| ---------------- \| \| 1988 \| Seúl (Corea del Sur) \| Medalla de bronce \| Soling \| \| 1992 \| Barcelona (España) \| Medalla de oro \| Soling \| \| Campeonato Mundial \| \| \| \| \| Año \| Lugar \| Medalla \| Clase \| \| 1992 \| Cádiz (España) \| Medalla de plata \| Soling \| \| Campeonato Europeo \| \| \| \| \| Año \| Lugar \| Medalla \| Clase \| \| 1988 \| Alassio (Italia) \| Medalla de bronce \| Soling \| \| 1989 \| Oslo (Noruega) \| Medalla de oro \| Soling \| |                      |                   |        |
| Juegos Olímpicos |                      |                   |        |
| Año | Lugar                | Medalla           | Clase  |
| 1988 | Seúl (Corea del Sur) | Medalla de bronce | Soling |
| 1992 | Barcelona (España)   | Medalla de oro    | Soling |
| Campeonato Mundial |                      |                   |        |
| Año | Lugar                | Medalla           | Clase  |
| 1992 | Cádiz (España)       | Medalla de plata  | Soling |
| Campeonato Europeo |                      |                   |        |
| Año | Lugar                | Medalla           | Clase  |
| 1988 | Alassio (Italia)     | Medalla de bronce | Soling |
| 1989 | Oslo (Noruega)       | Medalla de oro    | Soling |